# Hans Wittich

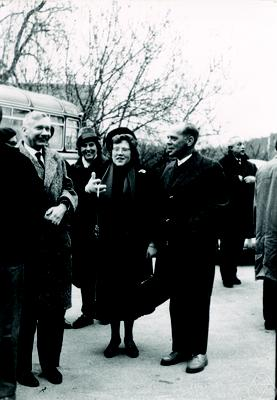
Wittich (Mitte) 1961 in Oberwolfach

Hans Wittich (* 4. Mai 1911 in Lendorf bei Borken in Hessen; † 1. August 1984 in Karlsruhe) war ein deutscher Mathematiker.
Wittich studierte an den Universitäten in Marburg an der Lahn und Göttingen. In Göttingen promovierte er 1936 mit der Dissertation zum Thema Ein Kriterium zur Typenbestimmung Riemannscher Flächen bei Egon Ullrich. 1939 habilitierte er sich. Während des Zweiten Weltkrieges war er in den Jahren 1940–1942 wissenschaftlicher Mitarbeiter an der Aerodynamischen Versuchsanstalt in Göttingen und befasste sich mit konformen Abbildungen in der Aerodynamik.  Bis 1947 war er an der Göttinger Universität Privatdozent. Dann wurde er außerordentlicher Professor an der Technischen Hochschule in Karlsruhe. 1952 wurde er dort Ordinarius für Mathematik. 1961/62 war er Gastprofessor an der Universität Zürich.
Sein Hauptarbeitsgebiet  war die Funktionentheorie und hier insbesondere auch die Nevanlinnasche Wertverteilungstheorie. Ein Schwerpunkt war dabei das (erst 1977 von David Drasin gelöste) Umkehrproblem der Nevanlinna-Theorie. Dafür ist auch das sogenannte Typenproblem Riemannscher Flächen bedeutsam. Ein wesentliches Hilfsmittel führte er hier mit dem nach ihm und Teichmüller benannten Teichmüller-Wittichschen Verzerrungssatz ein. (Nach einer weiteren Verallgemeinerung von Pawel Petrowitsch Belinski spricht man heute auch vom Verzerrungssatz von Teichmüller-Wittich-Belinskii.) Ein weiterer wesentlicher Schwerpunkt von Wittichs Arbeiten war die Theorie der Differentialgleichungen im Komplexen. Insbesondere benutzte er dabei die Nevanlinnasche Wertverteilungstheorie und hat diese als wesentliches Hilfsmittel im Gebiet der komplexen Differentialgleichungen etabliert. Viele seiner Ergebnisse bis 1955 findet man in seiner in diesem Jahr erschienenen Abhandlung Neuere Untersuchungen über eindeutige analytische Funktionen.